# Xerodes singularis
Xerodes singularis är en fjärilsart som beskrevs av Swinhoe 1902. Xerodes singularis ingår i släktet Xerodes och familjen mätare. Inga underarter finns listade i Catalogue of Life.